# Anja Monke
Anja Monke (28 mei 1977) is een professioneel golfer uit Duitsland. 

## Amateur
Anja Monke maakte deel uit van de Duitse selectie.

### Gewonnen
- 2002: Italiaans Amateur
- 2003: Zwitsers Amateur

## Professional
Monke werd op 10 september 2003 professional en speelt sinds 2004 op de Ladies European Tour. In haar rookieseizoen speelde zij veertien toernooien en eindigde zij zes keer in de top-10, hetgeen een record was. Zij eindigde het jaar als nummer 20 op de Order of Merit.
Monke behaalde in september 2008 haar eerste overwinning op de Tour. Via de Tourschool verdiende zij een spelerskaart voor de Ladies PGA Tour. Eind 2008 won ze vervolgens de Dubai Ladies Masters.
In 2010 speelt ze weer in Europa.

### Gewonnen
- 2008: Vediorbis Open de France Dames, Dubai Ladies Masters
- 2010: Lalla Meryem Cup (Marokko)

### Teams
- World Cup: 2006 (met Miriam Nagle), 2007 (met Denise Simon)